# Epeolus ishikawai
Epeolus ishikawai är en biart som beskrevs av Osamu Tadauchi och Schwarz 1999. Epeolus ishikawai ingår i släktet filtbin, och familjen långtungebin. Inga underarter finns listade i Catalogue of Life.